# Fastkörper
Ein Fastkörper ist eine algebraische Struktur, die in der synthetischen Geometrie als Koordinatenbereich für gewisse affine und projektive Translationsebenen dient. Er verallgemeinert den Begriff Schiefkörper insofern, als nur eines der Distributivgesetze gefordert wird: Für einen Linksfastkörper das Links-, für einen Rechtsfastkörper das Rechtsdistributivgesetz. Ein Fastkörper, der nur eines der Distributivgesetze erfüllt, wird auch als echter Fastkörper bezeichnet. Zur Unterscheidung von abweichenden Bedeutungen des Begriffes werden die hier beschriebenen Strukturen manchmal (etwa von Zassenhaus) vollständige Fastkörper genannt.
Die projektiven Ebenen der Klassen IVa.2 in der Lenz-Barlotti-Klassifikation projektiver Ebenen können stets durch einen echten Linksfastkörper koordinatisiert werden, ebenso die (bis auf Isomorphie) einzige Ebene der Klasse IVa.3. Die dualen Klassen IVb.2 und IVb.3 können durch echte Rechtsfastkörper koordinatisiert werden. Daneben kann man aus angeordneten Fastkörpern durch eine Änderung der Multiplikation, die mit der Moulton-Ebenen-Konstruktion verwandt ist, Modelle für angeordnete Ternärkörper konstruieren, die Ebenen der Lenz-Klasse I koordinatisieren.
Auf einem endlichen Fastkörper als Koordinatenbereich kann man stets einen schwach affinen Raum aufbauen.
Jeder Schiefkörper ist ein Fastkörper. Jeder Fastkörper ist ein Quasikörper und damit erst recht eine Kartesische Gruppe und ein Ternärkörper.

## Definition
Ein Linksfastkörper oder kurz Fastkörper ist eine algebraische Struktur {\displaystyle (F,+,\cdot ),} sodass auf der Menge {\displaystyle F} zwei zweistellige Verknüpfungen Addition {\displaystyle +} und Multiplikation {\displaystyle \cdot } definiert sind, für die gilt:
1. {\displaystyle (F,+)} ist eine Gruppe mit dem neutralen Element {\displaystyle 0.}
2. {\displaystyle (F\setminus \{0\},\cdot )} ist eine Gruppe mit dem neutralen Element {\displaystyle 1.}
3. Die Null ist absorbierend: {\displaystyle a\cdot 0=0\cdot a=0} gilt für alle {\displaystyle a\in F}.
4. Es gilt das Linksdistributivgesetz: {\displaystyle a\cdot (b+c)=a\cdot b+a\cdot c} für alle {\displaystyle a,b,c\in F.}

Gilt anstelle des Linksdistributivgesetzes das Rechtsdistributivgesetz, dann spricht man von einem Rechtsfastkörper.
Gleichwertig kann man einen Linksfastkörper definieren als einen Linksquasikörper mit assoziativer Multiplikation. Entsprechendes gilt natürlich auch für die jeweiligen „Rechts“-Strukturen.

### Kern des Fastkörpers
Wie bei einem Quasikörper wird auch für einen Fastkörper die Menge
{\displaystyle \operatorname {Kern} (F):=\{x\in F\mid \forall a,b\in F\colon (a+b)x=ax+bx\}} für Linksfastkörper bzw.
{\displaystyle \operatorname {Kern} (F):=\{x\in F\mid \forall a,b\in F\colon x(a+b)=xa+xb\}} für Rechtsfastkörper
als Kern des Fastkörpers definiert.

## Eigenschaften und Bemerkungen
- Ein Fastkörper ist ein Fastring {\displaystyle (F,+,\cdot ),} bei dem {\displaystyle (F\setminus \{0\},\cdot )} eine Gruppe ist.
- Die Addition eines Fastkörpers ist stets kommutativ,[1][4][7] mit anderen Worten: {\displaystyle (F,+)} ist eine abelsche Gruppe.
- Der Begriff „(vollständiger) Fastkörper“ der Geometrie steht zwischen den Begriffen „Quasikörper“ und „Schiefkörper“:

- Jeder Fastkörper ist ein Quasikörper und ein Quasikörper ist genau dann ein Fastkörper, wenn in ihm das Assoziativgesetz der Multiplikation gilt.
- Jeder Schiefkörper ist ein Fastkörper und ein Fastkörper ist genau dann ein Schiefkörper, wenn in ihm beide Distributivgesetze gelten.

- Ebenfalls zwischen „Quasikörper“ und „Schiefkörper“ stehen die Begriffe „Halbkörper“ (im Sinne der Geometrie) und der schärfere Begriff „Alternativkörper“, beide Begriffe beschreiben auch Strukturen, die keine Fastkörper sind und ein Fastkörper braucht kein Halbkörper und damit erst recht kein Alternativkörper zu sein.

- Ein Halbkörper ist genau dann ein Fastkörper, wenn in ihm das Assoziativgesetz der Multiplikation gilt, er ist dann sogar ein Schiefkörper. Mit anderen Worten: Eine algebraische Struktur, die zugleich Halbkörper und Fastkörper ist, ist zwingend ein Schiefkörper.
- Die beiden vorigen Aussage gelten wortgleich für „Alternativkörper“ an Stelle von „Halbkörper“.

- Der Kern eines Fastkörpers ist ein Schiefkörper und der Fastkörper ist ein Modul über seinem Kern. (Für geometrische Folgerungen aus dieser Tatsache siehe Affine Translationsebene!)
- Der Kern eines endlichen Fastkörpers ist nach dem Satz von Wedderburn ein endlicher Körper. Also ist jeder endliche Fastkörper ein endlichdimensionaler Vektorraum über einem solchen endlichen Körper und hat daher {\displaystyle p^{n}} Elemente ({\displaystyle p} Primzahl, {\displaystyle n\in \mathbb {N} }).
- Ein Fastkörper ist genau dann ein Halbkörper – und damit auch ein Schiefkörper – wenn er mit seinem Kern übereinstimmt.

## Beispiele
- Jeder Schiefkörper und erst recht jeder Körper liefert natürlich ein Beispiel für einen Fastkörper.
- Der neunelementige Quasikörper {\displaystyle J_{9}}, der im Artikel Ternärkörper (im Abschnitt Beispiele der Ordnung 9) genauer beschrieben wird, ist ein Beispiel für einen endlichen Rechtsfastkörper, der kein Halbkörper ist.
- Für jede ungerade Primzahl {\displaystyle p} kann man im endlichen Körper mit {\displaystyle p^{2n}} Elementen, {\displaystyle \mathbb {F} _{p^{2n}},\;(n\in \mathbb {N} \setminus \lbrace 0\rbrace )} die Multiplikation so modifizieren, dass ein „echter“ vollständiger Linksfastkörper {\displaystyle F} der Ordnung {\displaystyle p^{2n}} entsteht, der ein zweidimensionaler Vektorraum über seinem Kern {\displaystyle \mathrm {Kern} (F)=\mathbb {F} _{p^{n}}} ist.[8] Eine mögliche Konstruktion ist im Artikel Quasikörper im Abschnitt Quasikörper endlicher Moulton-Ebenen ausführlich beschrieben. Um das Assoziativgesetz der Multiplikation zu erfüllen, kann man dort der modifizierten Multiplikation den involutorischen Körperautomorphismus {\displaystyle \varphi :\mathbb {F} _{p^{2n}}\rightarrow \mathbb {F} _{p^{2n}};x\mapsto x^{(p^{n})}} zugrunde legen und erhält so einen Linksfastkörper der beschriebenen Art.